# Chessmate

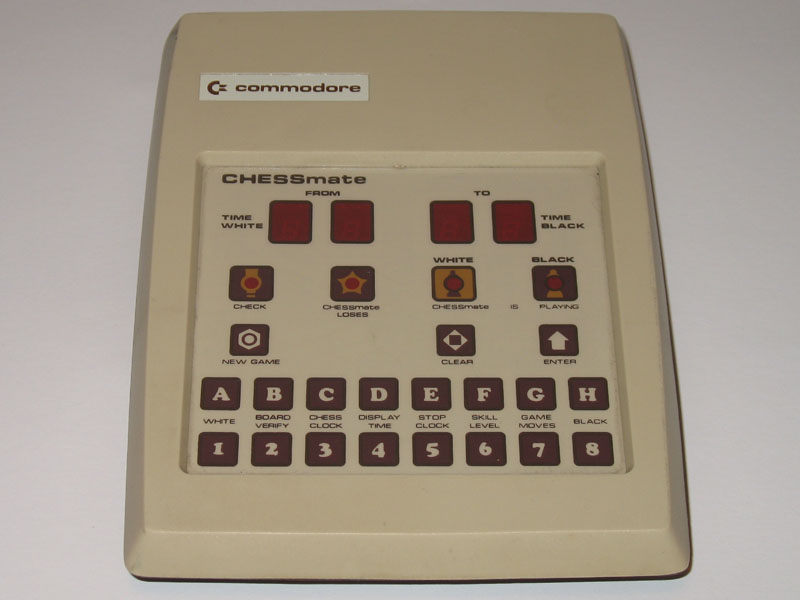
Commodore Chessmate

Der Commodore Chessmate ist ein Schachcomputer des Anbieters Commodore International, der im Juni 1978 auf den Markt kam.
Der Schachcomputer basierte auf dem Einplatinencomputer KIM-1, der auch von Commodore vertrieben wurde. Als Schachprogramm war auf dem ROM des Gerätes das Programm „Microchess 1.5“ von Peter R. Jennings integriert worden. Um die einzelnen Schachzüge auf dem Gerät darzustellen, benutzte man eine vierstellige 7-Segment-Anzeige. Die Zugeingabe erfolgte über eine Folientastatur.
Er beinhaltet neben einem minimalen Computersystem eine Schachbibliothek mit 32 Eröffnungen je 16 Züge.
Der Schachcomputer wird über ein Netzteil betrieben und über einen Schalter ein- bzw. ausgeschaltet. Die Zugeingabe erfolgt über die Tasten A bis H und 1 bis 8 bzw. Black und White mit der Bestätigung von ENTER und die Zugausgabe und Zeitanzeige über 4 LEDs sowie über die leuchten „Black“, „White“, „Check“ und „CHESSmate loses“. Weiterhin gibt es noch die zusätzlichen Tasten New Game (für neues Spiel) und Clear (Eingabekorrektur). Außerdem sind die Eingabetasten noch mit den Zusatzfunktionen für die Spieloptionen „Board Verify“ (Schachcomputertest), „Chess Clock“ (Schachuhr ein), „Display Time“ (Schachuhr anzeigen), „Stop Time“ (Schachuhr anhalten), „Skill Level“ (Schwierigkeitsstufe), „Game Moves“ (Spielzüge) sowie „Black“ (Schwarz) und „White“ (Weiß) belegt.

## Technik des Gerätes
- CPU: MOS Technology 6504
- Register: 8 Bits
- Taktfrequenz: 1 MHz
- RAM: 320 Byte
- ROM: 5 KB
- Maße (Breite/Tiefe/Höhe): 16 × 22 × 5 cm